# Tarvita
Tarvita è un comune (municipio in spagnolo) della Bolivia nella provincia di Juana Azurduy de Padilla (dipartimento di Chuquisaca) con 14.261 abitanti (dato 2012).

## Cantoni
Il comune è suddiviso in 3 cantoni (popolazione al 2012):
- Mariscal Braun - 6.902 abitanti
- San Pedro - 2.395 abitanti
- Tarvita - 4.964 abitanti